# Alan Hatherly
Alan Hatherly (Durban, 15 de marzo de 1996) es un deportista sudafricano que compite en ciclismo, en las modalidades de montaña (campo a través) y ruta.
Participó en tres Juegos Olímpicos de Verano, entre los años 2016 y 2024, obteniendo una medalla de bronce en París 2024, en la prueba de campo a través, y el octavo lugar en Tokio 2020, en la misma prueba.
Ganó tres medallas en el Campeonato Mundial de Ciclismo de Montaña, en los años 2019 y 2024.

## Medallero internacional
| Juegos Olímpicos   | Juegos Olímpicos          | Juegos Olímpicos  | Juegos Olímpicos       |
| Año                | Lugar                     | Medalla           | Competición            |
| ------------------ | ------------------------- | ----------------- | ---------------------- |
| 2024               | París (Francia)           | Medalla de bronce | Campo a través         |
| Campeonato Mundial |                           |                   |                        |
| Año                | Lugar                     | Medalla           | Competición            |
| 2019               | Mont-Sainte-Anne (Canadá) | Medalla de oro    | Campo a través (b. e.) |
| 2024               | Pal Arinsal (Andorra)     | Medalla de oro    | Campo a través         |
| 2024               | Pal Arinsal (Andorra)     | Medalla de bronce | Campo a través corto   |

## Palmarés
2023
- 2.º en el Campeonato de Sudáfrica Contrarreloj

2024
- 2.º en el Campeonato de Sudáfrica Contrarreloj

2025
- Campeonato de Sudáfrica Contrarreloj